# Andol
Andol je gručasto naselje v Občini Ribnica. Leži na jugu Velikolaščanske pokrajine, na nagnjeni polici v Slemenih, severno od Sv. Gregorja. Vas obdajajo travniki, strma pobočja ob potoku Karničniku pa porašča iglasti gozd.
V Andolu pa se je rodil tudi znan pisatelj in duhovnik Franc Jaklič.